# سولنچنی (آستراخان)
سولنچنی (به لاتین: Solnechny) یک منطقهٔ مسکونی در روسیه است که در استان آستراخان واقع شده‌است.